# ونگلا
ونگلا (به انگلیسی: Vengola) یک روستا در هند است که در Ernakulam district واقع شده‌است.

## خصوصیات
ونگلا ۲۶٬۰۳۴ نفر جمعیت دارد.